# Gabriel Cramer
Gabriel Cramer (31. července 1704 Ženeva – 4. ledna 1752 Bagnols-sur-Cèze, Gard) byl švýcarský matematik. K jeho nejvýznamnějším dílům patří práce zaobírající se algebraickými křivkami, konkrétně jeho článek Introduction à l'analyse des lignes courbes algébriques publikovaný v roce 1750. V tomto článku popsal i tzv. Cramerovo pravidlo pro řešení soustav lineárních rovnic metodou determinantů. Toto pravidlo však popsal již dříve Colin Maclaurin v roce 1748.

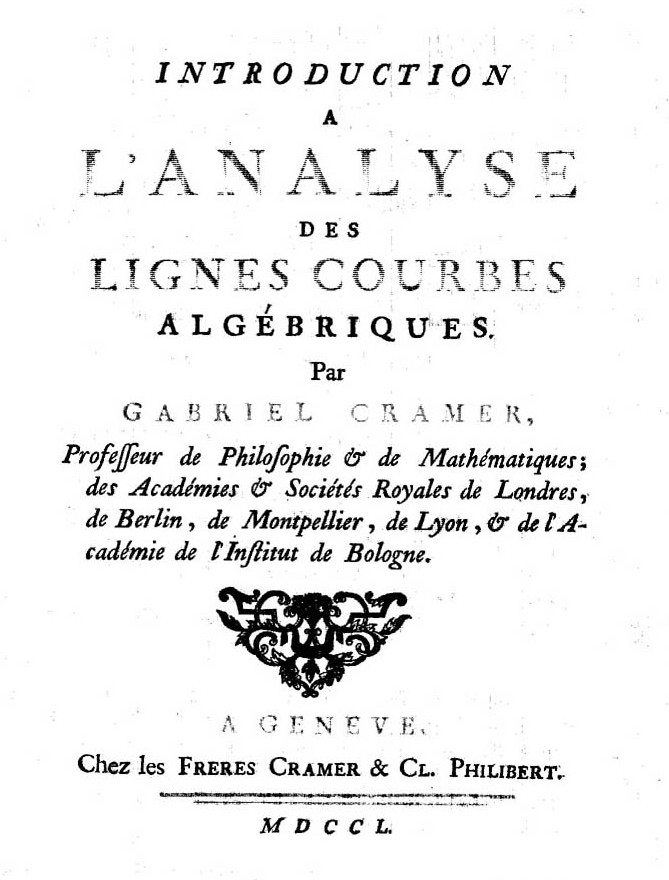
Introduction à l'analyse des lignes courbes algébriques, 1750